# Staufenecker Forst
Der Staufenecker Forst ist eine Gemarkung im Landkreis Berchtesgadener Land und war bis zum 30. Juni 1982 ein gemeindefreies Gebiet.
Die Gemarkung liegt vollständig auf dem Gemeindegebiet von Anger und ist etwa 1442 Hektar groß. Sie grenzt im Norden an die Gemarkungen Neukirchen a.Teisenberg (099929) und Freidling (099930), im Osten an die Gemarkungen Anger (099938) und Aufham (099939) und im Süden und Westen an die Gemarkungen Piding (099941) und Inzell (099880).
Das gemeindefreie Gebiet mit einer Fläche von 1394,66 Hektar wurde am 1. Juli 1982 in die Gemeinde Anger eingegliedert.